# Thrips albopilosus
Thrips albopilosus är en insektsart som beskrevs av Jindřich Uzel 1895. Thrips albopilosus ingår i släktet Thrips och familjen smaltripsar. Inga underarter finns listade i Catalogue of Life.